# Wissenschaftszentrum Berlin für Sozialforschung

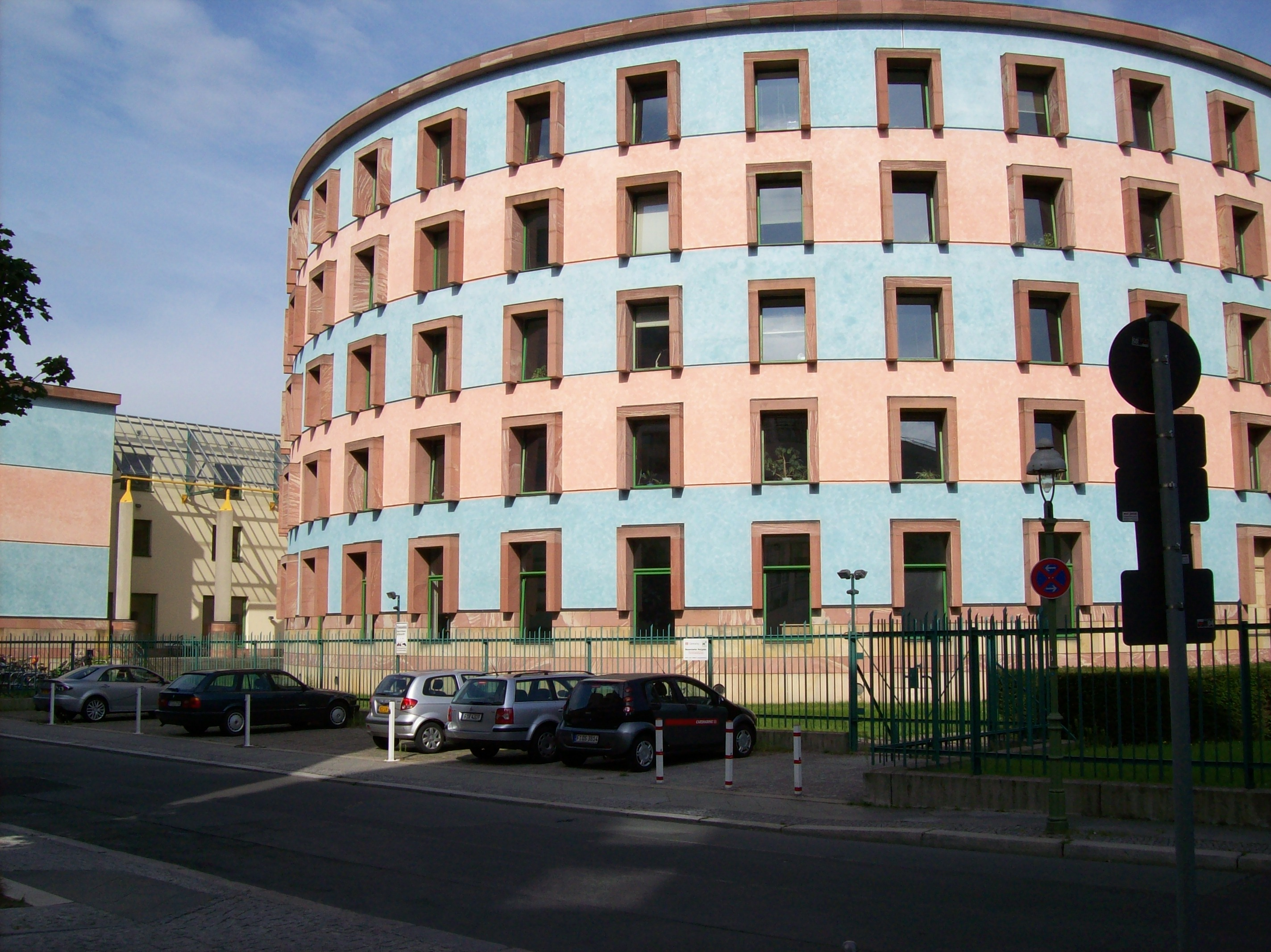
Wissenschaftszentrum Berlin für Sozialforschung

Wissenschaftszentrum Berlin für Sozialforschung, zkr. WZB (angl. Social Science Research Center in Berlin) je středisko sociálního výzkumu v Berlíně, pravděpodobně největší svého druhu v Evropě. Zajímavé je také z architektonického hlediska.

## Realizace
Stirlingův design byl přijat po soutěži, která byla součástí Internationale Bauausstellung. První záměr architektů byl umístit komplex v těsné blízkosti Nové Státní galerie od Mies van der Roheho a Scharounovej filharmonie. Navržené plány pro budovu reprezentují hledání vhodných řešení odpovídající umístění centra v prominentní části Berlína a přisuzují tomuto ohniskové bodu jeho význam. Dalším cílem bylo integrovat čelní budovu, která byla postavena ve stylu Beaux-Arts, populárním na začátku dvacátého století. Postavena byla Augustem Busse v roce 1894 a tato historická struktura byla zrestaurována před zaintegrováním do komplexu. Na projektu Vědeckého centra se Stirlingem spolupracoval i Michael Willford. Nové vybavení centra bylo dokončeno v květnu 1988, po devíti letech plánování a konstruování. V období let 1994- 1995 byly přidány ještě dvě podlaží. Toto rozšíření bylo provedeno v souladu s původními plány, které počítaly se čtyřpodlažní objektem.

## Záměr
Stirlingův úmysl vytvořit přátelské a nekancelárské místo - opak institucionálního prostředí, možná více podobné fakultě univerzity než administrativní budově, byl architektonicky přeložen do konceptu obsahujícího čtyři nové budovy a rekonstruovanou historickou budovu. Všechny části jsou seskupeny kolem vnitřního dvora

## Dispozice
Komplex sestávající ze čtyř budov a restaurované historické budovy. Všechny části jsou seskupeny kolem vnitřního dvora. Každá z budov připomíná myšlenku familiární formy v historii architektury. Stoa a amfiteátr se zobrazují v půdorysu dvou budov, kafetérie, byt a přídavné kanceláře jsou situovány v budově ve tvaru kříže, budova knihovny připomíná kampanilu. V historické budově se nachází prezidentská kancelář a kanceláře personálu. Konferenční sál a přídavné konferenční místnosti se nacházejí na třetím podlaží. Další částí komplexu je půlkruhová budova - amfiteátr. V přízemí se zde nacházejí konferenční místnosti, na vyšších podlažích jsou kanceláře pro administrativu a pro členy výzkumu. Budova knihovny má sedm podlaží. V přízemí se nachází informační centrum, regály s knihami, encyklopediemi, slovníky, časopisy a obecnou literaturou. Budova podélného tvaru se nazývá také stoa a tvoří severní hranici komplexu. Odtud je velmi dobrý výhled na Kulturforum. Nacházejí se zde zaměstnanci výzkumného prostoru a zaměstnanci sociální struktury. Bazilikou se také nazývá budova, jejíž půdorys je ve tvaru kříže. V přízemí se nachází kavárna, odkud je velmi dobrý výhled na nádvoří. Na dalších dvou podlažích se nacházejí kanceláře a konferenční místnosti používané zaměstnanci z oblasti výzkumu.

## Řešení
Stirlingova řešení z velké části spojuje funkční a prostorové požadavky pro vědecké centrum tak specifické požadavky vnitřního designu diktovaného mezioborovost a internacionalitou výzkumů tohoto centra. Zahrnuje kanceláře s celkovou plochou 4120 m2 pro zhruba 280 lidí, zaměstnanců a také konferenční a jednací místnosti různých velikostí. Dispozice je založena na potřebách vyplývajících z různosti směrů, ve kterých centrum podniká výzkumy. Buď pro vědce pracujících samostatně, nebo v malých týmech. Koncept řešení počítá s oběma možnostmi a také se spoluprací ve velké měřítku, například s externími vědci. Technická i administrativní infrastruktura jsou zahrnuty v tomto funkčním kontextu.